# Paul Richard (industriel)
Pour les articles homonymes, voir Richard et Paul Richard (homonymie).
Paul Richard est un industriel français, qui fut PDG de la Cie française Thomson-Houston-Hotchkiss-Brandt peu après la fusion qui l'a transformée en Thomson-CSF.

## Biographie
Paul Richard est né à La Bourboule (Puy de Dôme) le 4 mars 1909. A l'âge de 16 ans, il  entre dans une compagnie d'assurances où il restera jusqu'en 1939. Après la guerre, il constitue avec quelques amis une société financière qui investit dans des sociétés industrielles.
Président du conseil d'administration de 1969 à 1976, Paul Richard a dirigé Thomson peu après la fusion avec la Compagnie générale de la télégraphie sans fil (CSF) et lors du plan Calcul, qui l'a vu devenir actionnaire important de la CII.
Il prend la direction de la société peu après la fusion de 1966 de la CFTH et de la société Hotchkiss-Brandt, qui donne la Compagnie Française Thomson-Houston-Hotchkiss-Brandt dénommée plus tard Thomson-Brandt puis la fusion de 1968 de l'activité électronique de Thomson-Brandt avec la Compagnie Générale de Télégraphie Sans Fil (CSF), ce qui donne naissance à Thomson-CSF. Dès mars 1968, déjà vice-Président de Thomson-Brandt, il est nommé Président de CSF. Il est aidé par Michel Barré, vice-président de la CII, pour arbitrer dans les doublons résultant de la fusion.
Le 5 juin 1969, il signe avec Ambroise Roux, patron de la CGE, dont il est devenu le grand rival depuis la fusion avec CSF, un vaste accord de non-concurrence, qui permet de se partager de nombreux marchés publics (satellite, nucléaire, téléphonie, etc.).
En 1974, il est approché par l'autre grand actionnaire de la CII, le même Ambroise Roux, qui le convainc d'écrire le 30 octobre 1974 une lettre commune au ministre de l'industrie Michel d'Ornano, pour souhaiter la fusion avec Honeywell, jusque-là rejetée par Paul Richard.
Il a développé les premiers grands contrats à l'exportation avec des pays du Moyen-Orient, notamment pour la vente de ses systèmes de défense anti-aériens Shahine puis Crotale.
Il est mort à Paris le 7 juin 1976, renversé par une moto en traversant la rue sur un passage piétons.